# Périers-sur-le-Dan
Périers-sur-le-Dan é uma comuna francesa na região administrativa da Normandia, no departamento Calvados. Estende-se por uma área de 2,92 km². Em 2010 a comuna tinha 541 habitantes (densidade: 185,3 hab./km²).